# Économie de La Rochelle
La Rochelle est le siège de la Chambre de commerce et d’industrie. Elle gère le port de plaisance des Minimes, le port de pêche de Chef de Baie et l’aéroport de La Rochelle-île de Ré.
Les axes de développement privilégient désormais l’international. Dans un autre registre, la ville étudie quelles solutions apporter au prix du foncier, qui est un véritable problème pour les travailleurs désirant aujourd’hui se loger.
Le bassin d'emploi de La Rochelle, qui représentait plus de 66 000 emplois en 1999 affiche depuis les années 1990 un dynamisme élevé (+13 % entre 1990 et 1999), avec une croissance de l’emploi comparable à celle de la population active, et supérieure à celles des communes du même ordre. La croissance de l’emploi n’est cependant pas suffisante pour résorber un chômage structurel important dont l’origine remonte aux crises des chantiers navals et du secteur automobile des années 1980.

## Emploi
Durement touchée par les crises à la fin des années 1980, la ville a su gérer la situation et est parvenue à relancer l’activité. En 2003, la zone d'emploi de La Rochelle était la deuxième plus dynamique de la région Poitou-Charentes, et avec plus de 632 créations d'entreprises enregistrées pour l'année 2004, La Rochelle est la commune qui attire le plus les créateurs. Le tourisme, le nautisme, et les nouvelles technologies ont désormais le vent en poupe.
La zone d'emploi de La Rochelle compte plus de 208 000 habitants, ce qui en fait la deuxième zone la plus peuplée de Poitou-Charentes, après celle de Poitiers. Les plus de 66 000 emplois de l’aire urbaine de La Rochelle sont occupés à 90 % par les habitants y résidant. Dans cette zone, 15 % des travailleurs sont salariés dans l’industrie, ce qui est inférieur aux moyennes régionales (19 %) et nationales (18 %). Les industries navales, ferroviaires, alimentaires et automobiles y sont les plus importantes, et emploient à elles seules 25 % des salariés de la zone.
En 2004, les revenus moyens des ménages étaient de 15 984 € par an.
| Secteurs    | Effectifs | Structure | Évolution 1990-1999 |
| Agriculture | 1 741     | 2,6       | -33,9 %             |
| Industrie   | 9 293     | 14,0      | 5,6 %               |
| Bâtiment    | 4 069     | 6,1       | -7,4 %              |
| Commerce    | 9 602     | 14,5      | 6,9 %               |
| Services    | 41 510    | 62,7      | 22,5 %              |
| Total       | 66 215    | 100,0     | 12,8 %              |

## Chômage
Après un maximum de 16,8 % atteint en 1993, le nombre de demandeurs d’emploi a ensuite décru jusqu’en 2001, où il a accusé une légère remontée ayant pris fin en 2004. Les effectifs salariés ont progressé de 2,4 % entre 2004 et 2005, contre une progression de 0,7 % au niveau national sur la même période. Le nombre de demandeurs d'emploi reste cependant proportionnellement plus élevé que dans les villes de taille comparable.
Fin décembre 2004, l'aire urbaine de La Rochelle comptait plus de 9 300 demandeurs d'emploi  de catégories 1, 2 et 3, dont 34,1 % de chômeurs de longue durée. Le chômage affecte légèrement plus les femmes que les hommes, mais moins les jeunes que pour les communes de taille comparable (18,5 % des jeunes de moins de 25 ans).
Selon l’Insee, le taux de chômage à La Rochelle était de 11 % au sens du BIT au 31 décembre 2005.
|                                                               | 1999   | 2000   | 2001   | 2002   | 2003   | 2004   | 2005   | 2006   |
| Population active                                             | 78 546 | 81 195 | 84 073 | 84 522 | 85 134 | 85 306 | nc     | nc     |
| Taux de chômage*                                              | 13,4 % | 12,2 % | 11,1 % | 10,7 % | 11,2 % | 11,3 % | 11,0 % | 10,4 % |
| Moyenne nationale                                             | 10,3 % | 9,0 %  | 8,3 %  | 8,6 %  | 9,2 %  | 9,4 %  | 9,4 %  | nc     |
| * Taux de chômage exprimé en moyenne annuelle, au sens du BIT |        |        |        |        |        |        |        |        |

## Entreprises
La communauté d'agglomération de La Rochelle soutient les entreprises innovantes dans le cadre de La Rochelle technopole.
| Type d'établissements                | Nombre | Pourcentage |
| Commerces                            | 1 219  | 27,3 %      |
| Services aux entreprises             | 847    | 19,0 %      |
| Services aux particuliers            | 729    | 16,3 %      |
| Éducation, santé, social             | 643    | 14,4 %      |
| Construction                         | 255    | 5,7 %       |
| Activités immobilières               | 227    | 5,1 %       |
| Transport                            | 140    | 3,1 %       |
| Industries agricoles et alimentaires | 117    | 2,6 %       |
| Industries des biens de consommation | 101    | 2,3 %       |
| Industries des biens d'équipement    | 100    | 2,2 %       |
| Industries des biens intermédiaires  | 61     | 1,4 %       |
| Énergie                              | 21     | 0,5 %       |
| Industries automobiles               | 3      | 0,1 %       |
| Total                                | 4 463  | 100 %       |

## Tourisme

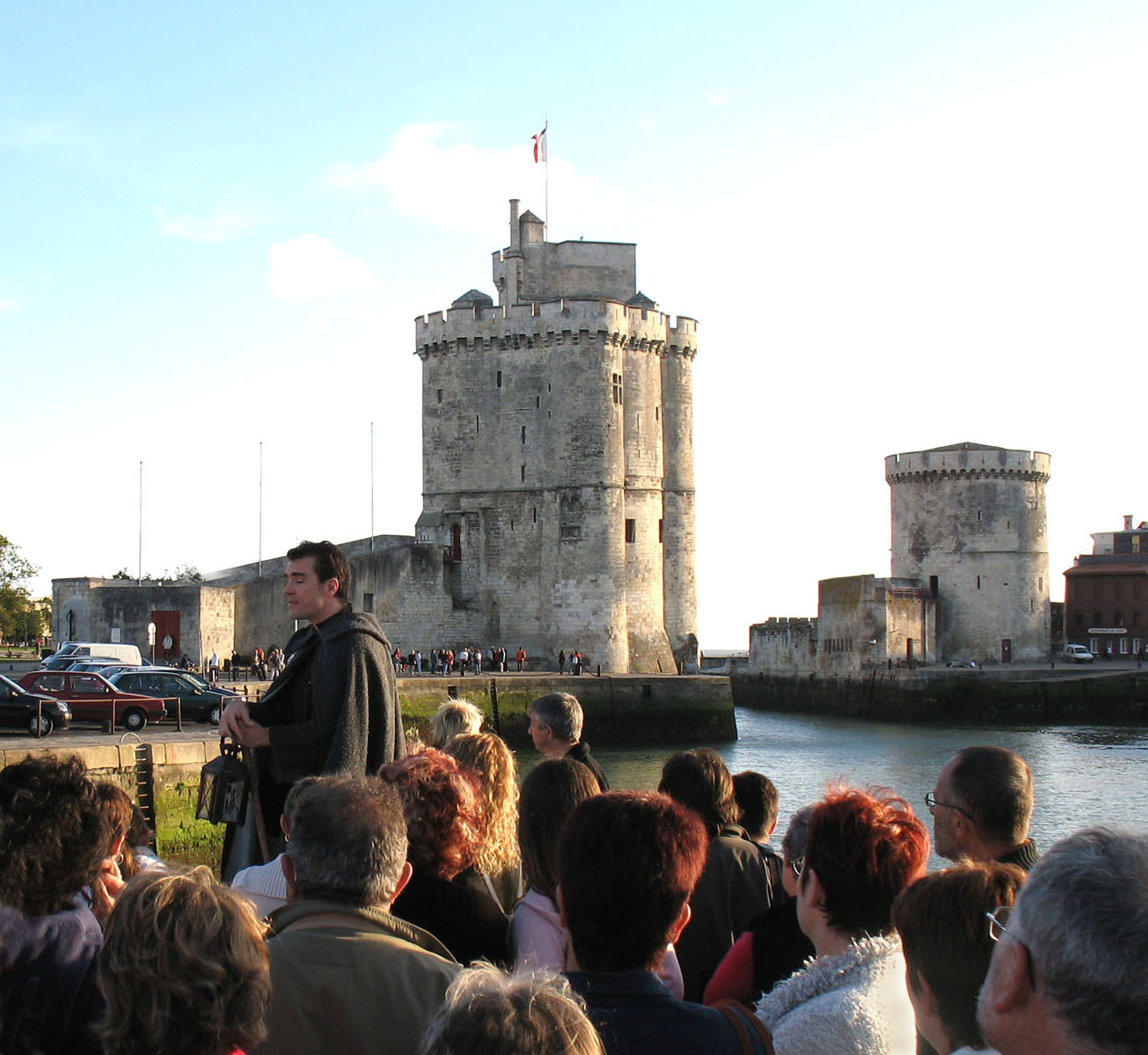
Visiteurs de La Ronde de nuit (www.larochelle-tourisme.com)

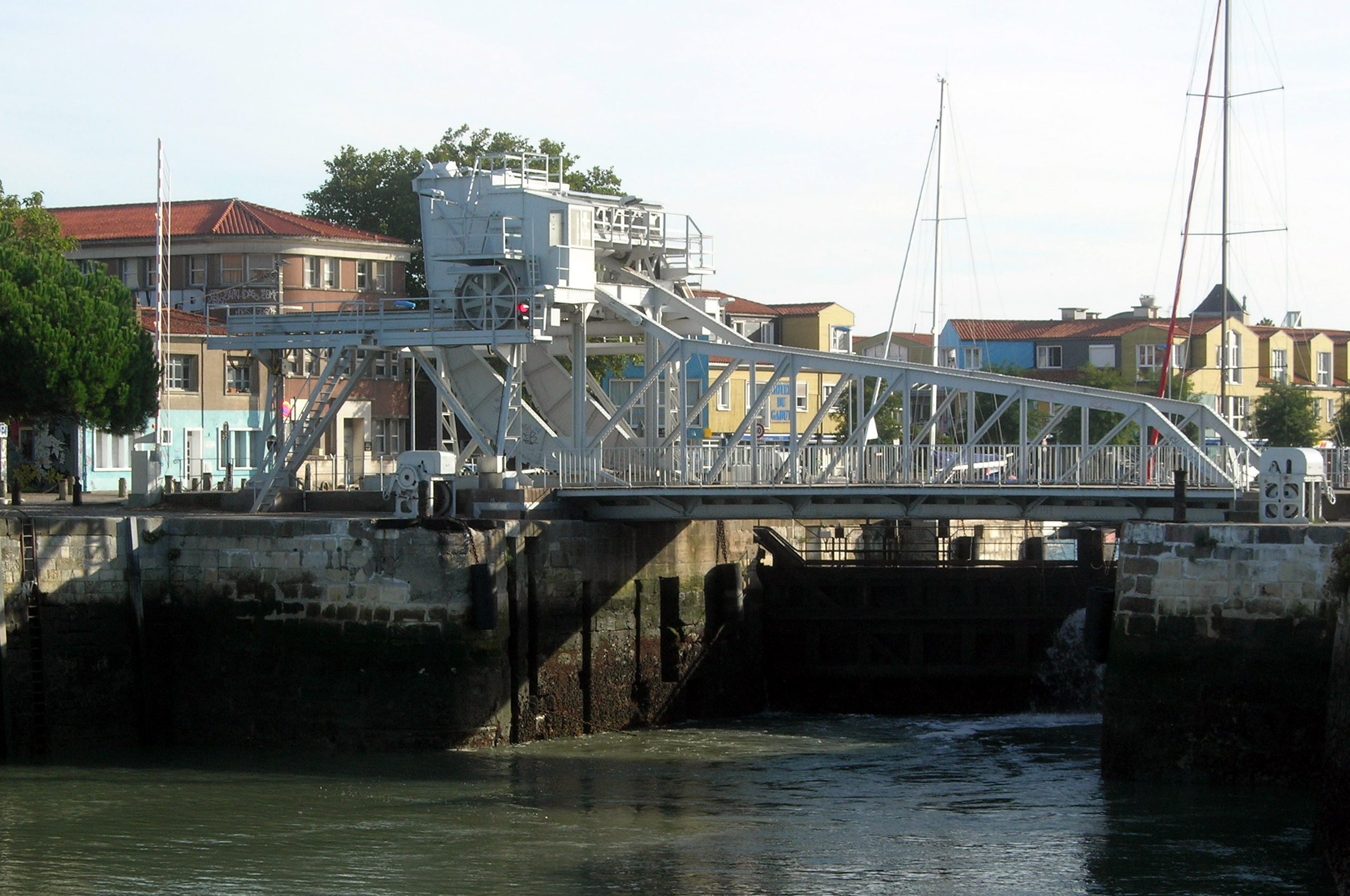
L’écluse du Gabut, surplombée par le pont levant du Gabut, l'un des trois derniers ponts de ce genre encore en service en France.

Fière de ses 1000 ans d’histoire et de son riche patrimoine, La Rochelle accueille tout au long de l’année de nombreux évènements et festivals participants, avec ses plages et ses 2600 heures d’ensoleillement par an, à en faire une destination très recherchée.
Elle accueille plus de trois millions de touristes par an, dont 25 % d’étrangers, ce qui en fait la troisième ville la plus visitée de France. C’est une destination surtout prisée par les Anglais, suivis par les Néerlandais et les Allemands, mais depuis quelques années, on constate une émergence de nouvelles provenances, comme celles d’Espagne, de Chine ou des pays de l’Europe de l'Est.
La Rochelle est une escale atlantique des grands paquebots. Elle a accueilli en 2006 trente-six escales et 36726 passagers croisièristes.
Si les résidences secondaires représentent les deux-tiers des lits touristiques, le parc des résidences secondaires ayant plus que doublé en 30 ans, la capacité d’accueil hôtelière de la ville (1629 chambres) reste largement insuffisante face à l’augmentation continue de la demande, d’autant que les deux-tiers des nuitées sont concentrées sur la période de juillet-août : un projet de réalisation d’hôtel quatre étoiles dans le quartier du Gabut est en cours d’étude, afin de satisfaire une clientèle plus exigeante.

## Activités portuaires
Ville principalement tournée vers la mer, La Rochelle est aujourd’hui un complexe portuaire de premier ordre.

### Port de plaisance

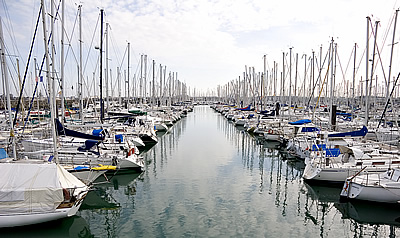
Port de plaisance des Minimes

Le port de plaisance de La Rochelle, est composé de trois sites distincts :
- Le port de plaisance des Minimes qui est, avec 3600 places à flot et 11 kilomètres de pontons répartis sur un domaine de 50 hectares, le plus grand port de plaisance d’Europe. Sa capacité devrait être portée à 4900 places d’ici à 2009, ce qui en fera le plus grand port de plaisance au monde[7].

- Le Vieux-Port, composé de trois bassins offrant 18 appontements et 320 places, dont 70 pour les visiteurs : le bassin du havre d’échouage : 4 appontements, 115 places, l’ancien bassin des chalutiers : quatre appontements pour l’accueil des navires de grande plaisance et le bassin des yachts : 5 appontements, 90 places.

- Port-Neuf, avec une zone à flot de 65 bateaux amarrés sur bouées, et une zone à terre avec un hangar de stockage de 45 places sur 3 étages.

### Port de pêche de Chef de Baie
Le Port de pêche de Chef de Baie est, avec plus de 6 000 tonnes de poissons par an (dont une partie vendue à la criée), le 4e port de France pour la pêche. Il a été créé en 1994 pour remplacer le bassin des chalutiers du Vieux-Port.
| Années    | 1997    | 1998     | 1999     | 2000     | 2001     | 2002     | 2003    | 2004     | 2005    | 2006    |
| Criée (t) | 5 943 t | 5 204 t  | 3 796 t  | 3 400 t  | 3 900 t  | 3 467 t  | 3 710 t | 3 128 t  | 2 835 t | 2 878 t |
| Variation | na      | -12,43 % | -27,06 % | -10,43 % | +14,71 % | -11,10 % | +7,01 % | -15,69 % | -9,37 % | +1,52 % |

### Port autonome de La Rochelle

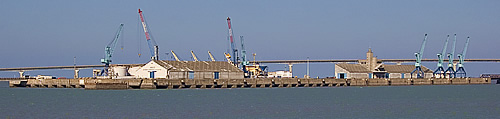
Le môle d’escale du port autonome de La Rochelle.

Le port autonome de La Rochelle, qui représente plus de 85 % des échanges de marchandises du transport maritime de la région, est également le :
- 7e port de commerce de France en tonnage de marchandises ;
- 1er port européen pour l’importation de grumes ;
- 1er port français pour l’importation de produits forestiers et pâtes à papier ;
- 3e port français pour l’exportation des céréales.

En 2006, en traitant 7,33 millions de tonnes de marchandises sur l’année, il a réalisé la meilleure progression des ports autonomes français avec une hausse de 6,4 % de ses activités.
| Marchandises          | Année 2005  | Année 2006  | Progression |
| Hydrocarbures         | 2 521 552 t | 2 508 612 t | -0,51 %     |
| Céréales              | 2 240 154 t | 2 443 183 t | +9,06 %     |
| Sables                | 676 544 t   | 805 386 t   | +19,04 %    |
| Pâtes à papier        | 492 590 t   | 506 456 t   | +2,81 %     |
| Vracs agricoles       | 373 010 t   | 380 160 t   | +1,92 %     |
| Vracs industriels     | 115 065 t   | 200 681 t   | +74,41 %    |
| Bois divers           | 205 858 t   | 199 312 t   | -3,18 %     |
| Marchandises diverses | 130 964 t   | 167 389 t   | +27,81 %    |
| Grumes tropicales     | 138 192 t   | 123 290 t   | -10,78 %    |
| Total                 | 6 893 929 t | 7 334 469 t | +6,39 %     |

## Industries
Au 31 décembre 2002, la zone d'emploi de La Rochelle concentrait 1151 établissements industriels (363 dans la ville même), employant 11 676 salariés.

### Industrie nautique

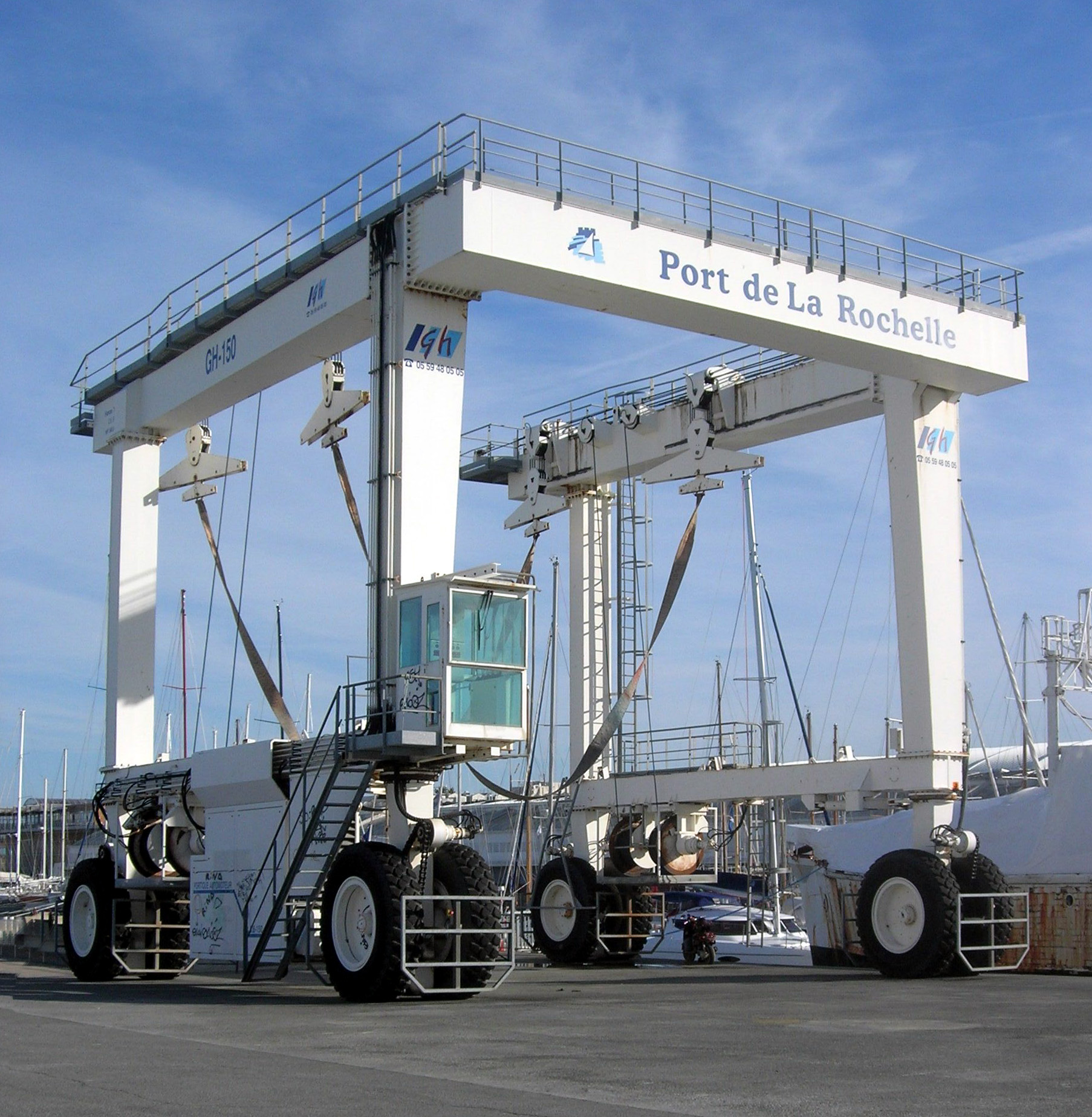

Riche de son histoire maritime, La Rochelle est une ville résolument tournée vers la mer.
Pendant les 125 années de son existence, l'armement Delmas-Vieljeux, filiale de la compagnie maritime Delmas, créé le 15 juin 1867 dans le quartier de La Pallice, va écrire de grandes pages de l’histoire maritime. Renommés sous le nom d’Ateliers et Chantiers de La Rochelle-Pallice (ACRP), les Chantiers Delmas-Vieljeux se diversifient en orientant leurs activités vers la pêche, le pétrole, les vins, les charbons et pondéreux, et bien entendu les bois de Guyane. De 1952 à 1985, ils se spécialisent dans les frégates météorologiques, et produisent également le socle du télescope CFH installé à Hawaï. Ils sont rachetés par les Ateliers et chantiers du Havre, mais ferment leurs portes au printemps 1987, tandis que la compagnie Delmas est rachetée par Vincent Bolloré en 1991, qui la revend pour 600 millions d’euros à la CMA-CGM en janvier 2006. 
L’histoire du nautisme rochelais, qui remonte bien avant les années 1960, avec notamment Fernand Hervé ou les Chantiers Mallard, prend véritablement son essor avec le projet de construction d’un grand port de plaisance, qui va donner un coup de fouet à l’installation des pionniers de l’industrie nautique. Le chantier naval Dufour yachts l'un des premiers constructeurs de navires de plaisance de France et Europe. La filière s’est structurée au fur et à mesure de l’implantation des chantiers de plaisance, arrivés par la suite, dont Amel et Fountaine Pajot, et ce jusque dans les années 1970. Dans les années 1980 et 1990, le chantier Marc Pinta est l'un principaux constructeurs de voiliers de course, pour des skippers comme Christophe Auguin et surtout Isabelle Autissier.
Aujourd’hui, l’agglomération rochelaise a su conserver sa place de leader mondial de la filière. Elle regroupe plus de 190 entreprises dans l’industrie nautique, dans tous les métiers, de la conception à l’aménagement, pour plus de 2 500 emplois directs. La filière nautique réalise un chiffre d’affaires de plus de 2,3 millions d’euros, dont 20 % à l’exportation. Chaque année, 700 unités sortent des chantiers navals rochelais : voiliers en bois, bateaux en aluminium, catamarans de croisière et de sport, navires de pêche et de promenade, monocoques de série et haut de gamme, bateaux de course, etc.

### Industrie ferroviaire
En 1917, les troupes américaines investirent les locaux de la gare alors en construction pour y établir un chantier de montage de wagons destinés à l’approvisionnement de leurs troupes.
La guerre terminée, la construction ferroviaire continua sur un site situé le long de la ligne Paris-La Rochelle, à Aytré, commune située à la périphérie de La Rochelle. Les EIC (Entreprises Industrielles Charentaises) se spécialisèrent dans la construction de voitures voyageurs (dont bon nombre pour la compagnie des wagons-lits) et des autorails (les Paulines du Midi). Racheté par le groupe Brissonneau et Lotz, elles construisirent de nombreuses locomotives diesels (BB 63000, BB 67000), les voitures du métro de Mexico, du Caire, de Montréal, de Santiago du Chili... Intégrées au groupe Alstom, qui dispose d’une usine à Aytré, elles construisent des voitures Corail, puis celle du TGV, du TGV sud-coréen, les autorails X 72500 et à l’heure actuelle des tramways pour différentes villes : Nantes, Bordeaux...

### Industrie chimique
L’industrie chimique rochelaise est principalement représentée par les entreprises Rhodia, Ioltech et Angibaud.
La division rochelaise Rhodia est, depuis septembre 1998, le siège international du groupe Rhodia (anciennement Rhône-Poulenc) et appartient à la division chimie fine du groupe. C'est également le principal site de production du groupe. L'entreprise élabore des produits à base de terres rares, à partir de minéraux provenant de Chine, qui sont ensuite utilisés dans l’optique, l’électronique, les plastiques, ou encore dans les pots catalytiques. Le site de La Rochelle est le seul au monde à pouvoir séparer et produire industriellement toutes les terres rares et consacre plus de 7 % de son chiffre d’affaires à la recherche.
Ioltech est une entreprise de fabrication d’implants intra-oculaires et de produits dérivés créée à La Rochelle en 1990 et qui connaît depuis une importante croissance. La société a mis au point un nouveau produit qui est en passe de devenir le numéro un mondial sur le marché des collyres et sur lequel elle possède la propriété industrielle et l’exclusivité mondiale.
Angibaud est une entreprise qui a été créée en 1877 à La Rochelle, et qui s’est spécialisé dans les engrais organiques et hydro-solubles, les amendements et les supports de culture, ainsi que les effluents d'origine industrielle et urbaine. Le site de La Rochelle héberge le siège ainsi que le laboratoire de recherche et développement (auquel est consacré 5 % du chiffre d’affaires du groupe), et est la principale filiale du groupe. Elle produit du guano de poisson, dont 11 % de la production est exportée dans 17 pays.

### Industrie automobile
Dans les années 1960, Simca installe une unité de construction automobile à Périgny. Cette usine regroupe plus de 3 000 employés et fait vivre un important tissu de sous-traitants industriels locaux. En 1969, la SEMAT s'installe à La Rochelle et se développe sur le marché des bennes à ordures ménagères et du nettoiement de la voirie.
En 1970, Chrysler prend le contrôle de Simca qui devient Chrysler France, qui est ensuite racheté par PSA Peugeot Citroën en 1978 et renommé Talbot.
Dans les années 1980, les conséquences du deuxième choc pétrolier et de la crise économique l'ayant accompagné vont sinistrer l'économie rochelaise. De nombreuses entreprises ferment, et Simca licencie plusieurs milliers de salariés. L'usine prend le nom de Triaxe et devient équipementier pour le groupe PSA. Le 27 février 1996, l'industrie automobile connaît un épilogue douloureux avec la liquidation judiciaire de Triaxe.
Par la suite, le terrain est devenu la propriété de la Communauté d'agglomération de La Rochelle, qui a engagé des travaux de dépollution du site, particulièrement pollué par des décennies d'exploitation industrielle automobile. Les travaux de dépollution, effectués par l'entreprise Séché Eco-Industrie, ont duré plus d'un an (octobre 2005 à octobre 2006) et ont coûté plus de 500 000 euros. Au total, 28 tonnes de dépôts noirâtres hydrocarburés, 227 tonnes de boues chargées de chrome, 21 tonnes de déchets huileux et 417 tonnes de béton et de remblais souillés par des polychloro-biphényles, particulièrement toxiques, en ont été retirés.
Depuis 2001, la SEMAT est la propriété du groupe italien OMB, et a été réorganisée. Désormais, les activités de chaudronnerie et de soudure sont sous-traitées à la société Rombo créée pour l'occasion et filiale à 100 % de la SEMAT. En parallèle, la SEMAT s'est ouverte sur de nouvelles zones commerciales en Italie, en Amérique du Sud et dans les pays de l'Europe orientale, et réalise un chiffre d’affaires de 48 millions d'euros.
La zone industrielle de Périgny accueille également Delphi Diesel Systems, équipementier automobile qui fabrique des injecteurs de nouvelle génération, et dont l'usine de La Rochelle a été la première en Europe à produire des systèmes d'injection directe diesel à rampe commune (Common rail). Plus de 900 salariés y sont employés, et ont réalisé un chiffre d’affaires de 100 millions d'euros en 2003.
Depuis 2007, SEMAT a rejoint le Groupe industriel ZOELLER KIPPER dont l’activité et le développement commercial sont voisins de ceux de SEMAT.
Très expérimenté dans le développement et la fabrication de basculeurs de conteneurs, ce Groupe a permis à SEMAT de bénéficier de technologies modernes et fiabilisées, permettant ainsi d’offrir de nouvelles solutions d’optimisation pour les opérations de collecte et de réelles avancées dans le domaine de la sécurité.

## Centre hospitalier
Le centre hospitalier universitaire Saint-Louis est un centre hospitalier créé à La Rochelle en 1673 à la demande du roi Louis XIII, dans son édit royal de 1622, concernant la création d’un hôpital général dédié à saint Louis.
L’hôpital dispose d’environ 1500 lits et places et regroupe plus de 3 000 agents, dont 2 600 salariés de la fonction publique hospitalière et 300 médecins et internes, ce qui en fait le plus gros employeur du département. Son budget s’élève à plus de 160 millions d’euros.